# Cody Ware
Cody Shane Ware (Greensboro, North Carolina, 7 november 1995) is een Amerikaans autocoureur. Hij is de zoon van teameigenaar en voormalig autocoureur Rick Ware.

## Autosportcarrière
Ware maakte zijn NASCAR-debuut in 2013 in de NASCAR Whelen Southern Modified Tour, maar viel in beide races waarin hij deelnam uit. In 2014 werd hij in deze klasse dertiende in de seizoensopener op de Caraway Speedway. In augustus van dat jaar debuteerde hij in de NASCAR Nationwide Series voor Rick Ware Racing, het team van zijn vader, en reed hij in vier races, met een vijftiende plaats op de Mid-Ohio Sports Car Course als beste resultaat. Tevens debuteerde hij in oktober in de NASCAR Truck Series in de race op de Talladega Superspeedway, maar hij kwam hier niet aan de finish. Aan het eind van het jaar reed hij in de NASCAR Toyota Series in de seizoensfinale op het Autódromo Miguel E. Abed, maar kwam ook hier niet aan de finish.
In 2015 werd Ware aangekondigd als fulltime coureur in de Truck Series. Na twee races maakte hij echter de beslissing om zich te concentreren op zijn studie. Ook in de Xfinity Series, de opvolger van de Nationwide Series, verliet hij na twee races het kampioenschap. In 2016 keerde hij terug in beide klassen. In de Truck Series reed hij twee races met een zeventiende plaats op Mosport Park als beste resultaat. In de Xfinity Series kwam hij in zes races uit met een 21e plaats op Watkins Glen International als beste klassering. Dat jaar deed hij ook een poging om deel te nemen aan de race op de Sonoma Raceway in de NASCAR Cup Series, maar hij wist zich niet te kwalificeren.

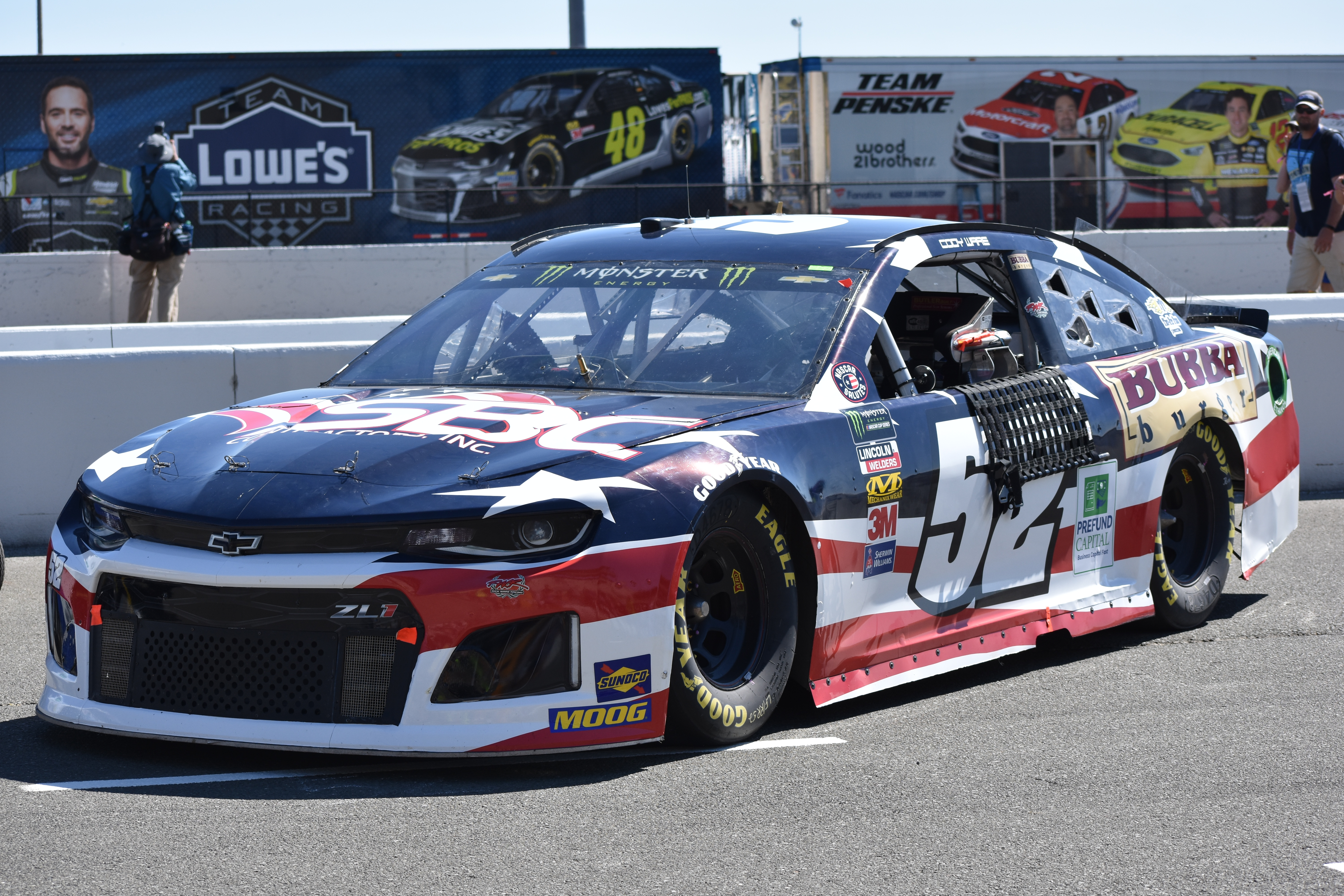
De auto van Cody Ware op de Sonoma Raceway in 2018.

In 2017 reed Ware twee races in de Truck Series, waarin een achttiende plaats op de Dover International Speedway zijn beste resultaat was. In de Xfinity Series reed hij ook in twee races met een 23e plaats op Mid-Ohio als beste klassering. Daarnaast wist hij zich ditmaal wel te kwalificeren voor vijf races in de Cup Series, maar in alle races viel hij uit. In 2018 schreef hij zich in voor de race op de Daytona International Speedway van de Truck Series, maar kwalificeerde hij zich niet. In de rest van het jaar concentreerde hij zich vooral op de motorsport, maar reed hij wel drie races in de Xfinity Series en vier races in de Cup Series.
In 2019 kwam Ware uit in dertien races in de Cup Series. Hierdoor nam hij tevens deel aan zijn eerste Daytona 500, maar hij viel uit na een crash. In de race op de Sonoma Raceway liep hij koolstofmonoxidevergiftiging op nadat de airco in zijn car kapot ging. In de Xfinity-race op de Charlotte Motor Speedway moest hij tijdens de race worden vervangen door Stefan Parsons omdat hij ziek werd vanwege een beschadigde koeler in zijn auto.
In het winterseizoen van 2019 op 2020 kwam Ware uit in de LMP2 Am-klasse van de Asian Le Mans Series; in de eerste race deelde hij de auto met Mark Kvamme en in de overige drie races met Gustas Grinbergas. Hij won de races op The Bend Motorsport Park en het Sepang International Circuit en werd in de andere races op het Shanghai International Circuit en het Chang International Circuit tweede. Met 86 punten werd hij kampioen in de klasse. In de rest van 2020 reed hij slechts twee races. In de Xfinity Series werd hij zevende op Charlotte, terwijl hij in de Cup Series op Talladega lange tijd in de top 10 reed maar genoegen moest nemen met een negentiende plaats.
In 2021 neemt Ware het gehele seizoen deel aan de Cup Series, maar komt hij niet in aanmerking voor punten omdat hij ook in de Xfinity Series uitkomt en coureurs moeten kiezen in welke van de twee klassen zij punten willen scoren. In zijn tweede Daytona 500 kwam hij wel aan de finish op plaats 21. Daarnaast reed hij ook voor het eerst in de 24 uur van Daytona, waarin hij samen met Austin Dillon, Sven Müller en Salih Yoluç vierde werd in de LMP2-klasse. Dat jaar debuteert hij tevens in de IndyCar Series voor Dale Coyne Racing in samenwerking met Rick Ware Racing. Hij stond oorspronkelijk ingeschreven voor de Indianapolis 500, maar vanwege een gebrek aan sponsorgeld kon hij niet deelnemen. Later dat jaar maakte hij alsnog zijn debuut in de race op Road America.